# Whiteberry
Whiteberry는 1999년 메이저 데뷔한 일본의 여성 5인조 그룹이다. 소니 뮤직 엔터테인먼트 소속으로 활동하다 2004년 3월 해산했다.
홋카이도 기타미시 출신의 여성 5인조 그룹으로 1994년 결성되었다. 1999년 CD로 데뷔해 2004년 3월 해산했다. 원래는 스트로베리 키즈로 지역의 라이브 하우스와 축제무대에서 활동했지만, 니혼테레비계열의 TV프로《投稿!特ホウ王国》가 방영된 후 메이저로 데뷔한다. 1999년 8월 4일 미니앨범《after school》으로 데뷔했으며, 이 앨범의 수록곡은 같은 해 7월 1일부터 2001년 3월 29일까지 방영된 TV 애니메이션《キョロちゃん》의 엔딩테마곡으로 사용되었다. 그 후, 같은 해 12월 8일 첫 싱글《YUKI》를 발매했다. 이 싱글은 전 JUDY AND MARY리더인 온다 요시히토가 프로듀스를 맡았다. 이 싱글에 수록된 곡은 후지테레비계열의 TV프로《めちゃ2イケてるッ!》의 엔딩 테마곡으로 사용되었고, 방송중 Whiteberry가 소개되기도 했다.
2000년 JITTERIN'JINN의〈夏祭り〉를 리메이크하여 오리콘 싱글차트 3위에 기록되기도 했다. 2004년 3월 31일 멤버들의 대학진학과 맞물려 마지막 공연을 끝으로 해산했다.

## 멤버
- 가와무라 에리카
- 미즈사와 리미
- 마에다 유키
- 하세가와 유카리
- 이나쓰키 아야

## 음반

### 싱글
- 〈Yuki〉 (1999년 12월 8일)
- 〈Whiteberryの小さな大冒険 화이트베리노 치이사나 보켄[*]〉 (2000년 4월 19일)
- 〈夏祭り 나쓰마쓰리[*]〉 (2000년 6월 9일)
- 〈あくび〉 2000년 11월 8일)
- 〈桜並木道 사쿠라 나미키미치[*]〉 (2001년 4월 11일)
- 〈かくれんぼ 카쿠렌보[*]〉 (2001년 5월 18일)
- 〈立入禁止 다찌이리킨시[*]〉 (2001년 11월 21일)
- 〈自転車泥棒 지텐샤 도로보[*]〉 (2002년 9월 26일)
- 〈Be Happy〉
- 〈声がなくなるまで 고에가 나쿠나루마데[*]〉 (2002년 11월 27일)
- 〈信じる力〉 (2004년 2월 11일)

### 앨범
- 《After School》 (1999년 6월 4일)
- 〈（初） (하쯔)[*]》 (2000년 9월 1일)
- 〈カメレオン 카메레온[*]》 (2002년 1월 23일)
- 《Kiseki - The Best of Whiteberry》 (2004년 4월 28일)
- 《Golden☆Best Whiteberry〉 (2008년 6월 27일)